# Médecine en Bretagne

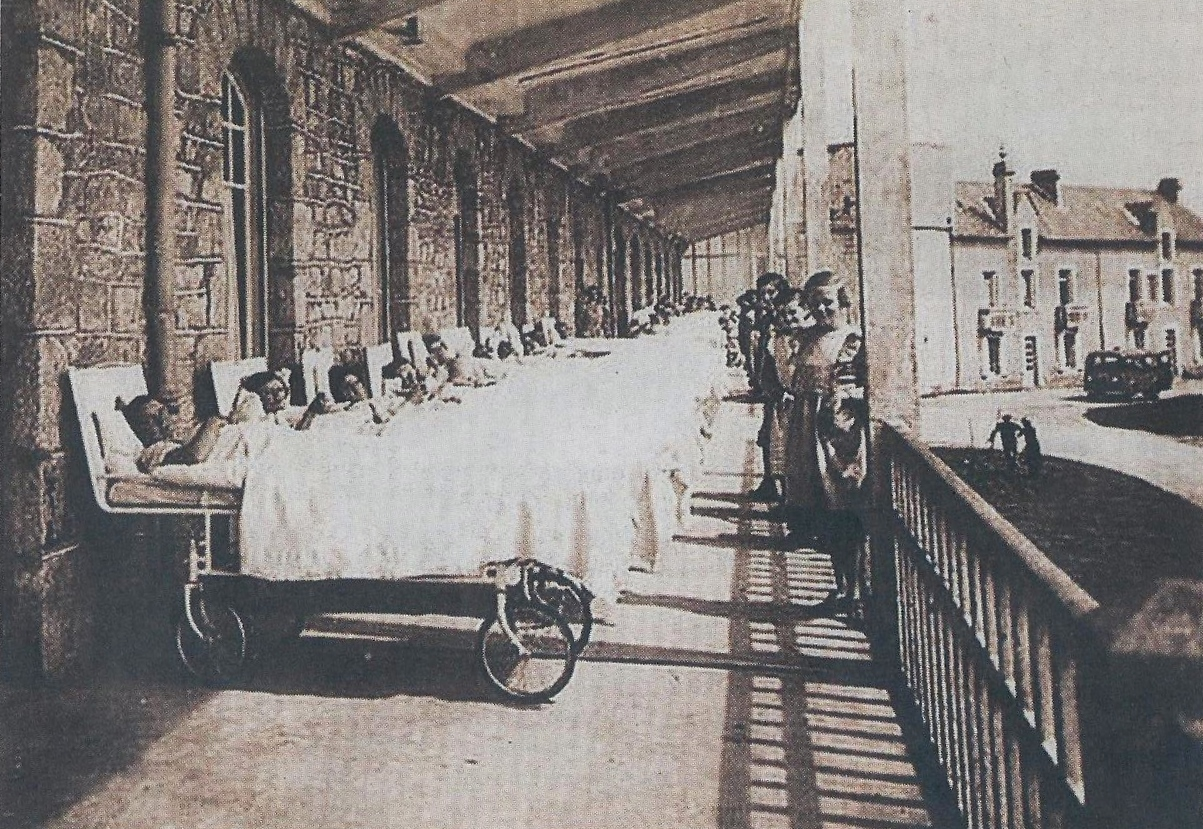
Le centre de rééducation de Kerpape en 1925.

La médecine en Bretagne est marquée par une longue sous-médicalisation, ainsi que par le recours fréquent à l'herboristerie traditionnelle et au reboutage. Les médecins formés en tant que tels s'installent dans la région à partir de la fin du XIXe siècle. 

## Histoire

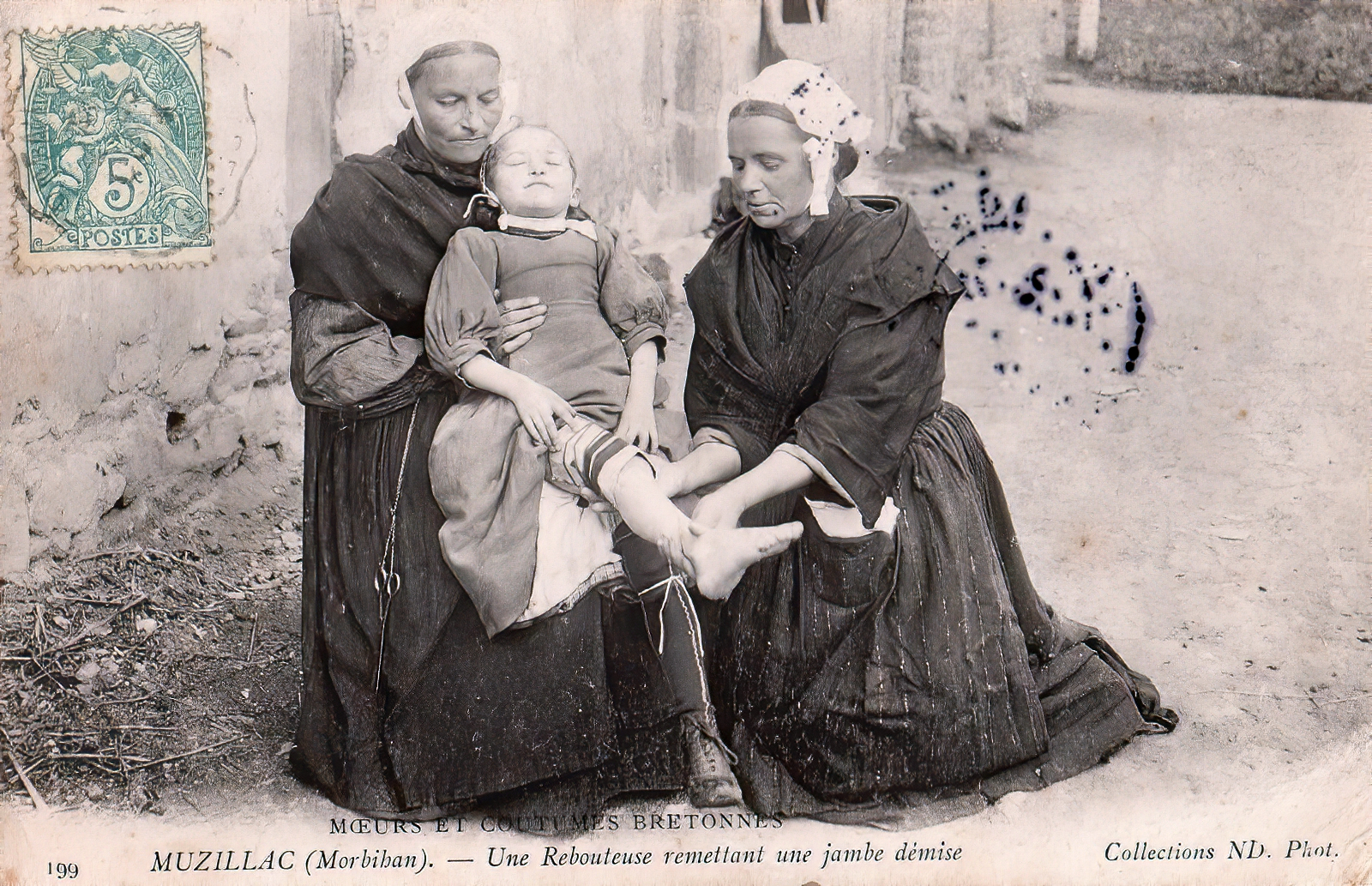
Rebouteuse bretonne photographiée par Charles Géniaux à Muzillac, en 1890.

D'après le Dictionnaire du patrimoine breton, la Bretagne a pour particularité d'être longtemps restée sous-médicalisée, tout particulièrement dans le Kreiz Breizh. En 1536, François Ier rédige pour le duché de Bretagne une ordonnance organisant une ébauche de médecine légale.
Cependant, au début du XIXe siècle, seuls quelques centaines de médecins exercent sur ce territoire, de façon très inégale, la plupart étant établis à Nantes. Avant 1870, la grande majorité des Bretons ruraux ne voient jamais de médecin au cours de leur vie. Le Morbihan est, en 1886, le département français avec le plus bas taux de médecins par habitant, soit un pour 6 000 personnes. 
À partir de la fin du XIXe siècle, les médecins formés dénoncent les guérisseurs traditionnels de Bretagne comme des charlatans, et se montrent moins tolérants avec les religieuses, qui offraient jusque-là des soins. En 1907, Marcel Lelièvre accuse les guérisseurs, dormeurs de mal (ou dormeuses), et rebouteurs bretons d'exercice illégal de la médecine.
Dès lors, le nombre de médecins en Bretagne augmente continuellement, jusqu'à arriver au taux d'un médecin pour 470 habitants en 2013.

## Lieux de formation et de soins
Nantes est la première ville bretonne à se doter d'une école qui deviendra une faculté de médecine, à l'Université de Nantes en 1460. Rennes dispose aussi de lieux de formation à la médecine. À Brest, c'est une école de santé navale qui forme les médecins de la marine, ou chirurgiens-navigants.
Les lieux de soin sont longtemps liés à l'Église et aux religieuses, qui officient dans les hôpitaux et à domicile, surtout auprès des plus pauvres.

## Pratiques

### Herboristerie
L'herboristerie a longtemps tenu une place importante dans la médecine bretonne. Les connaissances des plantes, louzoù en breton, sont transmises de génération en génération, par le bouche à oreille ou via une tradition orale. Ces plantes sont récoltées sur des espaces publics (bords de champs, prairies...) ou cultivées dans des jardins pour les espèces rares. Des plantes sont portées sur soi ou accrochées aux animaux, comme remèdes ou pour leurs vertus prophylactiques supposées.

### Remèdes magiques et religieux

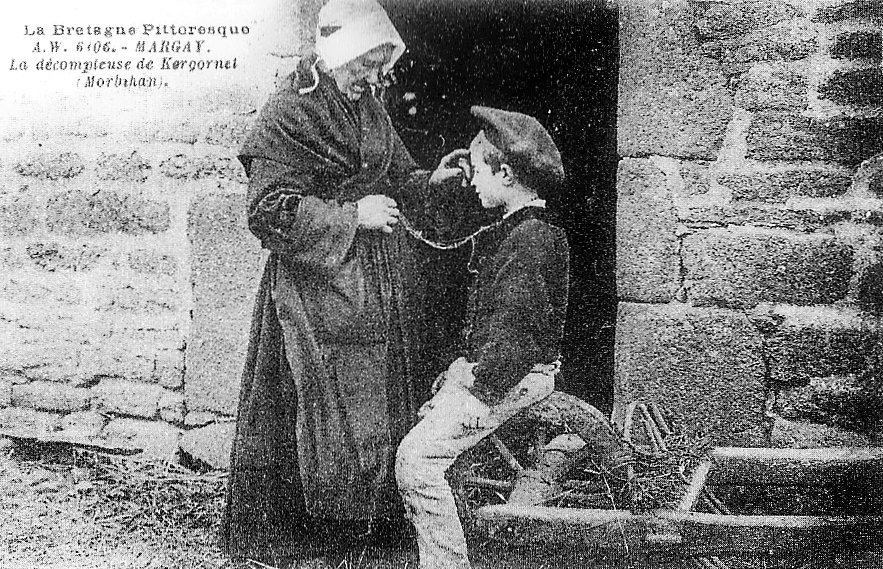
Décompteuse de Kergornet, vers 1900.

Les remèdes magiques, basés sur des symboliques de chiffres ou de formes, des oraisons et l'observation des astres (soleil, lune...), ont longtemps été utilisés. 
Une guérisseuse habitant à Kergornet eut une grande réputation à Gestel aux alentours de 1900 ; représentée dans plusieurs cartes postales, elle était "décompteuse" : elle prononçait une formule magique rapidement, sans prendre haleine, à neuf reprises, après avoir tracé une croix sur la tumeur ou la zone malade avec son pouce gauche préalablement noirci en le frottant contre un trépied ou un chaudron : c'est une formule d'exorcisme.

### Reboutage
Les rebouteux bretons sont des soigneurs traditionnels qui se transmettent leur savoir des membres et des articulations de génération en génération.

### Dormeuses (de mal)
Le vétérinaire Christophe Auray décrit les dormeuses (gallo : dormouères) comme une catégorie particulière de guérisseuses du pays gallo. Elles hériteraient d'un don de mère en fille. La dormeuse se fait amener une couverture portée par un animal malade pendant 24 heures, puis pose l'objet sur elle et s'endort. Durant son sommeil, elle visualise l'état de santé de l'animal malade et formule un diagnostic à son réveil.

## Médecins célèbres
Le professeur Pierre Le Damany, né à Lannion en 1912, a publié « un ouvrage remarquable » sur la luxation congénitale de la hanche, découvrant son caractère héréditaire dans la région.